# 贡萨洛·伊瓜因
冈萨洛·赫拉尔多·伊瓜因（西班牙語：Gonzalo Gerardo Higuaín，1987年12月10日—）是一位阿根廷已退役的職業足球員，司職前鋒。

## 早年生活
冈萨洛·伊瓜因出生於法國城市布雷斯特，其父親是前阿根廷球員豪尔赫·伊瓜因（Jorge Higuaín），曾在法國球會布雷斯特效力。虽然他一句法語也不懂，但因为他在其父親归化法国后出生，因此擁有法國護照。伊瓜因在10個月大時離開法國，從此未曾踏足法國，直至1998年世界杯。最後，伊瓜因在2007年1月经过申请成功获得阿根廷國籍。

## 球會

### 河床
2006 年，當時效力河床的希古恩表現出色，因而受到歐洲各大球會招攬，包括英格蘭的曼聯、車路士，西班牙的皇家馬德里及意大利的AC米蘭。結果，他只為河床上陣過約一個球季，便轉戰歐洲。在眾多對希古恩感興趣的球會中，恰巧西班牙球會皇家馬德里正在當時進行大換班，收購多名年輕球員，而希古恩已於2006年12月加盟，轉會費為1300萬欧元。

### 皇家馬德里

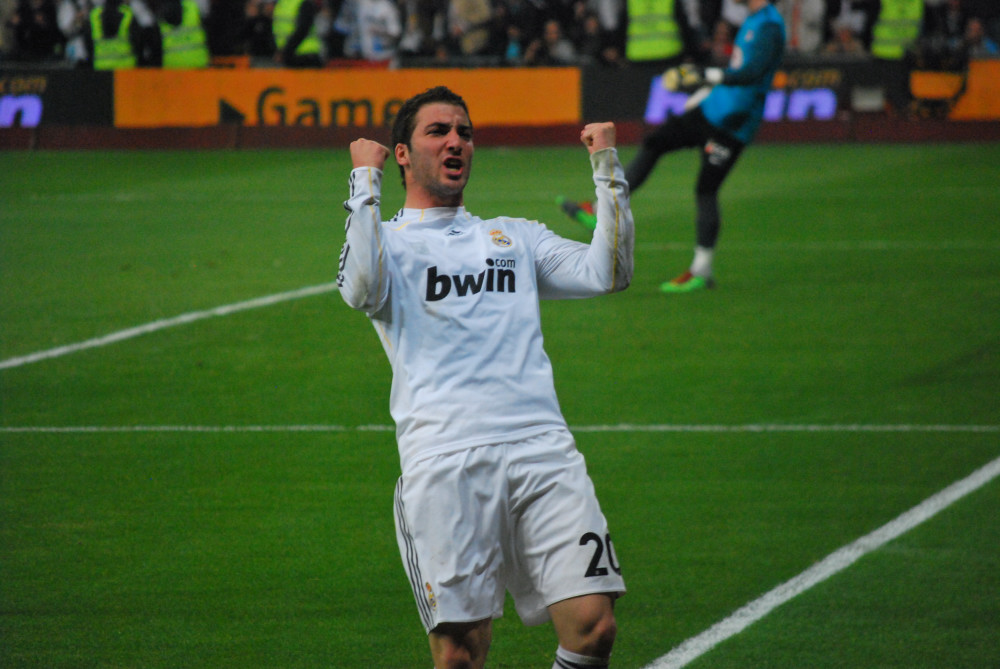
希古恩慶祝進球

希古恩在2007年1月皇馬主場對薩拉戈薩的賽事中首次登場， 交出一個助攻協助球隊1：0取勝。他的首個入球是2006/07季馬德里體育會1：1皇家馬德里時攻入。在該季主場對愛斯賓奴的賽事中，希古恩射入反超前的一球，皇馬4：3反勝愛斯賓奴，壓過巴塞羅拿升上西甲榜首，最後皇馬取得2006/07西班牙甲組聯賽冠軍。
轉會到皇家馬德里的頭兩季，希古恩並不是球隊的必然正選。然而，無論當時決定收購他的前任領隊、，皆喜於把希古恩當成球隊的後備殺手。雖然這個戰術上的安排令他的上陣時間變得有限，但希古恩每次落場還是交足功課。自拉莫斯上任後，希古恩得到更多機會，在2008/09球季射入22球，成為皇馬隊中的神射手。
在2009/10球季,希古恩再次成皇馬的神射手，為球隊攻入29球，以27球位列西甲神射手第二位。2010年6月，皇家馬德里延長與希古恩的合約至2016年。。

### 拿玻里
2013年夏天，他曾一度與英超球隊阿仙奴傳出緋聞，甚至有報導說他已加盟阿仙奴，但最後阿仙奴只肯出價2500萬鎊，拿玻里出價約3200萬鎊（約3700萬歐元），最後伊瓜因加盟了拿玻里。
2015-16賽季，伊瓜因狀態火熱，至2016年5月10日，伊瓜因已為拿玻里攻入33球，領銜意甲神射手榜第一位。
2016年5月14日，拿玻里大勝費辛隆尼4:0一仗，阿根廷射手希古恩再入3球，今季合共射入36球，以36球成為意甲史上單季入球最多的球員，打破了諾達爾保持66年的紀錄。

### 祖雲達斯
2016年7月26日，尤文图斯以破意甲轉會費紀錄的9,000萬欧元成功從拿玻里購入伊瓜因，簽約五年，成為史上身價第三高的球員，在加盟祖記的第一個賽季在聯賽打入24球名列射手榜第四名，獲得意甲與意大利盃雙冠，在歐冠方面，伊瓜因作為頂級前鋒在歐冠淘汰賽卻持續進球荒，自2013年4月後歐冠淘汰賽未進球，直到2017年5月3日半決賽對陣摩納哥梅開二度，成為祖記進入歐冠決賽的功臣，然而希古恩在決賽中表現不佳，球隊也以1比4的比分不敵皇家馬德里獲得亞軍。

### AC米蘭
2018年8月2日，希古恩以租借形式加入意大利甲組足球聯賽北方三強中的勁旅AC米蘭，希古恩加盟後大勇，協助AC米蘭擊敗羅馬。為AC米蘭效力的半個球季，他為球隊攻入了8球。

### 車路士
2019年1月23日，希古恩被外借到英超球隊車路士，在2月2日射入他的首粒入球，協助球隊5-0主場大勝後來降班的哈特斯菲爾德。為車路士效力的半個球季，他為球隊攻入了5球。

### 國際邁阿密
2020年9月18日，伊瓜因與美国职业足球大联盟俱乐部迈阿密国际签约。

## 國家隊生涯
冈萨洛·伊瓜因在法国出生，因而拥有阿根廷和法国的双国籍，在2006年末，他突然被法國國家隊教練多梅内克徵召入伍，亦引起國家隊之間的矛盾。但由於在十個月大時已離開法國，希古恩通過其父親，拒絕了法國隊的徵召。
經過一輪小風波後，希古恩已表明希望能夠代表阿根廷國家隊出賽，2008年2月，希古恩獲得阿根廷國家隊的徵召，入選友賽危地馬拉的大軍陣容。他在國家隊的處子戰中攻入兩球，協助球隊以 5-0 大勝對手。2008年5月再次入選友賽加泰羅尼亞的名單。但這兩場比賽並没有獲國際足聯承認為“A”級的國際比賽，所以並未確認他已代表阿根廷國家隊出賽。
隨着阿根廷國家隊在2010年世界盃外圍賽表現差勁，很多人在阿根廷媒體批評馬勒當拿沒有選擇冈萨洛·伊瓜因。因此接下來對秘魯和烏拉圭的賽事，冈萨洛·伊瓜因終於入選國家隊名單。冈萨洛·伊瓜因
在南非世界杯小组赛對南韓隊的比賽表现出色，攻入三球，上演帽子戲法，更是該屆世界盃唯一能夠完成帽子戲法的球員。十六強對上墨西哥則是踢入了南非世界盃的第四球。
在2014年世界盃八強對比利時伊瓜因踢入了一個致勝球，阿根廷以1-0險勝比利時，挺進半準決賽，然而阿根廷仍在決賽以一球飲恨輸給了德國。
自2014年至今，在世界杯與美洲杯共計踢飛了4個必進的單刀球，伊瓜因在國家隊的實力受到極大質疑，與阿圭羅一起被批評為水貨。
除此之外，雖然伊瓜因有不俗的入球能力，但近年（無論國家隊或是俱樂部）在大賽中表現多次令球迷失望。如2014年世界盃決賽和2017年歐洲聯賽冠軍盃決賽中均隱形。不但如此，在2015年美洲國家盃決賽中在互射十二碼階段更射失十二碼，令阿根廷和其所屬的球會均只能遺憾地奪得亞軍。2014年世界盃決賽後更被阿根廷球迷譏諷為「令美斯無法在世界盃奪冠的男人」。

## 荣誉

### 俱乐部
皇家馬德里
- 西甲冠军：2006–07、2007–08、2011–12
- 西班牙超级杯冠軍：2008、2012
- 西班牙國王盃冠軍：2011

 那不勒斯
- 意大利盃冠軍：2014年

 尤文圖斯
- 意甲聯賽冠軍：2016–17、2017–18、2019–20
- 意大利盃冠軍：2016–17、2017–18
- 歐洲冠軍聯賽亞軍：2017年

 車路士
- 歐足聯歐洲聯賽冠軍：2018-19

### 国家队
阿根廷
- 世界杯亞軍：2014
- 美洲國家盃亞軍：2015、2016

## 外部連結
- Soccerway資料庫：贡萨洛·伊瓜因